# Ferdinand Reiter (Journalist)
Ferdinand Reiter (* 29. September 1889 in Amras; † 8. Jänner 1957 in Wien) war ein österreichischer Journalist.

## Leben und Wirken
Ferdinand Reiter wurde 1889 in der Tiroler Gemeinde Amras geboren. Nach seinem Studium in Innsbruck und Wien, das er 1914 mit der Promotion abschloss, war er von 1918 bis 1926 im Bank- und Versicherungswesen tätig. Von 1926 bis 1930 gab er die „Berglandpresse“ heraus.  Von 1930 bis 1938 war er Chefredakteur des Wiener Extrablatts. 1933 übernahm er als Christlichsozialer im Ständestaat auch die Chefredaktion der Wiener Zeitung. Im August 1938 verlor er jedoch seine Stellung. Nachdem er 1943 inhaftiert worden war, wurde ihm im Jahr 1945 die Reorganisation der Wiener Zeitung übertragen. Er stand der Wiener Zeitung als Chefredakteur bis 1955 vor. Von 1946 bis 1955 war er auch Direktor der Österreichischen Staatsdruckerei.